# 1968 у Тернополі
| Роки в Тернополі ← • 1900 • 1901 • 1902 • 1903 • 1904 • 1905 • 1906 • 1907 • 1908 • 1909 • 1910 • 1911 • 1912 • 1913 • 1914 • 1915 • 1916 • 1917 • 1918 • 1919 • 1920 • 1921 • 1922 • 1923 • 1924 • 1925 • 1926 • 1927 • 1928 • 1929 • 1930 • 1931 • 1932 • 1933 • 1934 • 1935 • 1936 • 1937 • 1938 • 1939 • 1940 • 1941 • 1942 • 1943 • 1944 • 1945 • 1946 • 1947 • 1948 • 1949 • 1950 • 1951 • 1952 • 1953 • 1954 • 1955 • 1956 • 1957 • 1958 • 1959 • 1960 • 1961 • 1962 • 1963 • 1964 • 1965 • 1966 • 1967 • 1968 • 1969 • 1970 • 1971 • 1972 • 1973 • 1974 • 1975 • 1976 • 1977 • 1978 • 1979 • 1980 • 1981 • 1982 • 1983 • 1984 • 1985 • 1986 • 1987 • 1988 • 1989 • 1990 • 1991 • 1992 • 1993 • 1994 • 1995 • 1996 • 1997 • 1998 • 1999 • → Див. також: XIX століття • XXI століття |

## Події
- 29 червня — на стадіоні «Авангард» відбулася товариська зустріч з футболу між місцевими авангардівцями і збірною СРСР, поєдинок закінчився перемогою господарів з рахунком 5:2[1]
- 20 липня — на міському стадіоні відбулася міжнародна футбольна зустріч між швейцарською командою «Сатус» і тернопільським «Авангардом», рахунок 4:1 на користь тернополян[1]

## З'явилися

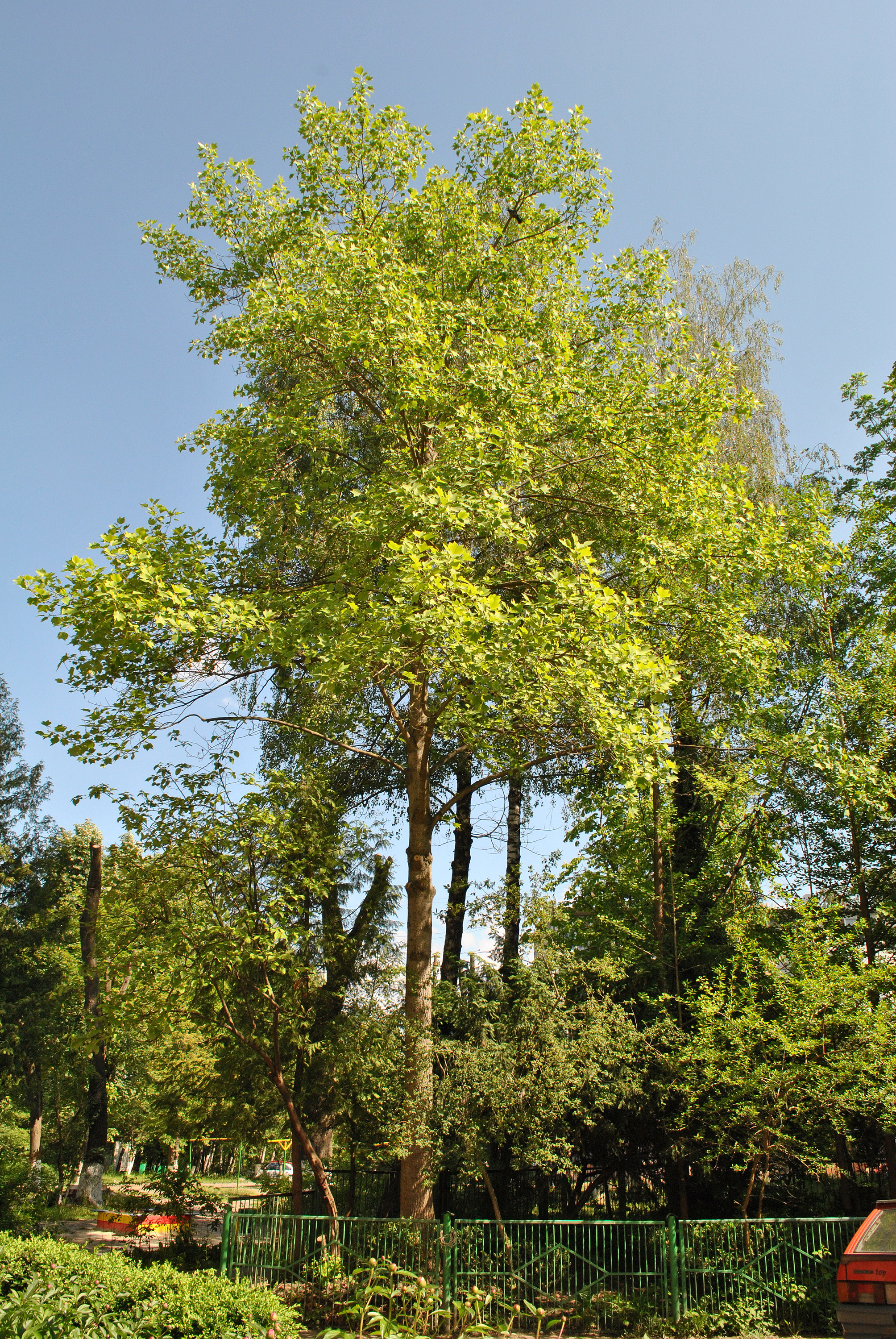
Заповідний куточок, 2016 рік

- природодослідник та природоохоронець Микола Чайковський висадив перші саджанці майбутнього заповідного куточка

## Особи

### Народилися
- 2 травня — українська журналістка, літераторка Галина Вандзеляк
- 9 листопада — український дипломат Євген Перебийніс
- 21 листопада — український військовик, учасник російсько-української війни 2014—2017 років Михайло Думанський; пом. 2016 у Краматорську